# Trevor Hardy
Trevor Joseph Hardy  (Moston, Manchester, 1947 – 25 september 2012) was een Engelse seriemoordenaar die van 1977 tot zijn dood een levenslange gevangenisstraf uitzat voor de moord op drie meisjes. Hij is ook bekend onder zijn bijnaam 'Beast in the Night'.

## Slachtoffers
- Janet Lesley Stewart (15) - op 1 januari 1974 neergestoken.
- Wanda Skala (17/18) - in juli 1975 met een stoeptegel de hersens ingeslagen en aangerand.
- Sharon Mosoph (17/18) - in maart 1976 gewurgd en verminkt toen ze langsliep terwijl Hardy probeerde in te breken in een winkel.

## Arrestatie
Toen Hardy opgepakt werd voor de moord op Skala en Mosoph bekende hij niet alleen hén te hebben gedood, maar tevens Stewart, die tot dan toe als vermist was beschouwd. De rechter veroordeelde hem daarop tot levenslang. Hardy was een van enkele tientallen gevangenen in Engeland die een zogenaamd whole-life tariff opgelegd kreeg. Dat is een regeling in het Britse recht waardoor een gevangene in de cel blijft tot aan zijn dood.